# Roger Laurent
Roger Laurent (Liège, Belgija, 21. veljače 1913. – Uccle, Belgija, 6. veljače 1997.) je bio vozač automobilističkih utrka.
U Formuli 1 je nastupao 1952., no nije uspio osvojiti bodove. Na utrci Formule 1 Grand Prix des Frontières 1953., koja se nije bodovala za prvenstvo, osvojio je drugo mjesto vozeći Ferrarijev bolid. Natjecao se i na utrci 24 sata Le Mansa, a najbolji rezultat je ostvario 1954., kada je zajedno s Jacquesom Swatersom, završio na četvrtom mjestu.

## Vanjske poveznice
- Roger Laurent - Stats F1
- All Results of Roger Laurent - Racing Sports Cars